# Sant Joan d'Àreu
Santa Joan d'Àreu és una antiga església romànica de l'entorn del poble d'Àreu, en el terme municipal d'Alins, a la comarca del Pallars Sobirà.
Se'n conserven poques restes, dins del nucli de població d'Àreu.
Històricament es tractava d'una església sufragània de la parroquial de Sant Feliu, situada a la Força d'Àreu. En el moment que es traslladà la categoria de parroquial de la Força al poble baix d'Àreu, no fou Sant Joan qui assumí aquest caràcter, sinó que restà com a capella de la nova església de Sant Climent i Sant Feliu d'Àreu. Així consta en una relació de capelles i esglésies del bisbat d'Urgell de l'any 1904.